# Arthur Hay (9e marquis de Tweeddale)
Pour les articles homonymes, voir Arthur Hay, Hay et Walden.
Arthur Hay (9 novembre 1824, Yester, East Lothian – 29 décembre 1878, Chislehurst), 9e marquis de Tweeddale, (nom utilisé pour les taxons dont il est l'auteur), vicomte Walden, est un militaire et un ornithologue écossais.

## Biographie
Il sert dans l’armée britannique en Inde et en Crimée. Il hérite du titre vicomtal de son père en 1876.
Il obtient la présidence de la Société zoologique de Londres. Il possède une très importante collection d’oiseaux, d’insectes, de reptiles et de mammifères.
Pour la constituer, il envoie des naturalistes dans des contrées lointaines comme Carl Bock (1849-1932) dans l’archipel malais qui lui fait parvenir 130 spécimens d’oiseaux ou Alfred Hart Everett (1848-1898) dans les Philippines. Il achète également diverses collections comme celle de William Jesse et bien d’autres. Son neveu, le lieutenant Robert George Wardlaw Ramsay (1852-1921) en poste en Birmanie, lui fait parvenir sa vaste collection de peaux d’oiseaux et une splendide bibliothèque.
Sa collection, de plus de 20 000 spécimens dont 143 types, est conservée au British Museum.